# Gouvernement Bolojan
Roumanie
Ciolacu II 
Le gouvernement Bolojan (en roumain : Guvernul Ilie Bolojan) est le gouvernement de la Roumanie à partir du 23 juin 2025, sous la 10e législature de la Chambre des députés et du Sénat.

## Historique
Ce gouvernement est dirigé par le nouveau Premier ministre libéral Ilie Bolojan. Il est constitué et soutenu par une grande coalition entre le Parti social-démocrate (PSD), le Parti national libéral (PNL), l'Union sauvez la Roumanie (USR), l'Union démocrate magyare de Roumanie (UDMR) et Renouvelons le projet européen en Roumanie (REPER). Ensemble, ils disposent de 203 députés sur 331, soit 61,93 % des sièges de la Chambre des députés, et de 89 sénateurs sur 136, soit 65,44 % des sièges du Sénat.
Il succède donc au second gouvernement de Marcel Ciolacu, constitué du PNL, du PSD et de l'UDMR.

### Contexte
Le 5 mai 2025, le Premier ministre Marcel Ciolacu remet sa démission. Cette décision intervient au lendemain du premier tour de l'élection présidentielle, marqué par l'arrivée en tête du candidat d'extrême droite George Simion et la disqualification du candidat de la coalition au pouvoir Crin Antonescu du fait de l'accession au second tour du maire de Bucarest Nicușor Dan. Lors du débat électoral d'entre deux tours du 8 mai, George Simion affirme vouloir nommer l'ancien candidat d'extrême droite Călin Georgescu à la tête du gouvernement tandis que Nicușor Dan défend la désignation du président par intérim libéral Ilie Bolojan.

### Formation
Ayant remporté le second tour de l'élection, Nicușor Dan commence le 30 mai ses échanges avec les partis du bloc pro-européen. Les discussions permettent d'esquisser la composition du gouvernement vers le 7 juin. Après la tenue le 16 juin de nouvelles discussions entre le président et les futurs partenaires de coalition, des consultations formelles de tous les partis représentés au Parlement sont initialement prévues le 18 juin pour entériner la nomination d'Ilie Bolojan.
Les dirigeants du PSD acceptent au soir du 17 juin la nomination de Bolojan, alors que les négociations se poursuivent. Le processus est ralenti par les désaccords sur la répartition des ministères,.
Le 20 juin, au lendemain des consultations formelles, Ilie Bolojan est formellement désigné Premier ministre par Nicușor Dan à la tête d'une coalition pro-européenne constituée du Parti social-démocrate, du Parti national libéral, de l'Union sauvez la Roumanie, de l'Union démocrate magyare de Roumanie et de Renouvelons le projet européen en Roumanie. En vertu de l'accord de coalition, Bolojan doit rester Premier ministre jusqu'en avril 2027, date à laquelle il sera remplacé par un membre du PSD. Le 23 juin, le nouveau gouvernement est investi avec 301 voix, soit 67 de plus que les 234 requises. Il est assermenté le jour même.

## Composition
La composition est la suivante.
| Poste                                                                          | Titulaire | Titulaire             | Parti |
| ------------------------------------------------------------------------------ | --------- | --------------------- | ----- |
| Premier ministre                                                               |           | Ilie Bolojan          | PNL   |
| Vice-Premier ministre                                                          |           | Marian Neacșu         | PSD   |
| Vice-Premier ministre                                                          |           | Tanczos Barna         | UDMR  |
| Vice-Premier ministre                                                          |           | Dragoș Anastasiu      | Sans  |
| Vice-Premier ministre Ministre des Affaires intérieures                        |           | Cătălin Predoiu       | PNL   |
| Vice-Premier ministre Ministre de la Défense nationale                         |           | Ionuț Moșteanu        | USR   |
| Ministre des Transports et des Infrastructures                                 |           | Ciprian Șerban        | PSD   |
| Ministre des Finances                                                          |           | Alexandru Nazare      | PNL   |
| Ministre de la Justice                                                         |           | Radu Marinescu        | PSD   |
| Ministre de l'Agriculture et du Développement rural                            |           | Florin Barbu          | PSD   |
| Ministre de l'Énergie                                                          |           | Bogdan Ivan           | PSD   |
| Ministre de la Santé                                                           |           | Alexandru Rogobete    | PSD   |
| Ministre des Investissements et des Projets européens                          |           | Dragoș Pîslaru        | REPER |
| Ministre de l'Éducation et de la Recherche                                     |           | Daniel David          | Sans  |
| Ministre des Affaires étrangères                                               |           | Oana Țoiu             | USR   |
| Ministre de l'Environnement, des Eaux et des Forêts                            |           | Diana Buzoioanu       | USR   |
| Ministre du Travail, de la Famille, de la Jeunesse et de la Solidarité sociale |           | Florin Manole         | PSD   |
| Ministre de l'Économie, du Numérique, de l'Entrepreneuriat et du Tourisme      |           | Radu Miruță           | USR   |
| Ministre du Développement, des Travaux publics et de l'Administration          |           | Attila Cseke          | UDMR  |
| Ministre de la Culture                                                         |           | Demeter Andras Istvan | UDMR  |